# Chauvinia nitida
Chauvinia nitida är en stekelart som först beskrevs av Heinrich 1938.  Chauvinia nitida ingår i släktet Chauvinia och familjen brokparasitsteklar. Inga underarter finns listade i Catalogue of Life.